# 王溯维
王溯维，河南嵩县人，清朝政治人物。同进士出身。
康熙三十九年（1700年），登進士。康熙五十五年（1716年）接替洪亮采任青浦县知县一职，1719年由甘国雄接任。